# Марин Мерсен
Марин Мерсен (фр. Marin Mersenne; Уазе, Мен, 8. септембар 1588 — Париз, 1. септембар 1648) је био француски теолог, филозоф, математичар и теоретичар музике, кога често називају „оцем акустике“. Мерсен је био „центар научног и света математике у првој половини седамнаестог века“.

## Дела
- (Париз, 1626)
- (Париз, 1634)
- (1634)
- (1634)
- (Париз, 1636 — 1637)
- (1639)
- (1644)
- (1644)